# نهائي دوري أبطال أوروبا 2019
نهائي دوري أبطال أوروبا 2019 هي المباراة النهائية لدوري أبطال أوروبا 2018–19، الموسم الرابع والستون من بطولة أوروبا الممتازة لأندية كرة القدم التي تنظم من قبل اليويفا، والموسم السابع والعشرون منذ أن أعيد تسميتها من كأس الأندية الأوروبية البطلة إلى دوري أبطال أوروبا. ولعبت على ملعب واندا ميتروبوليتانو في مدريد، إسبانيا في 1 يونيو 2019.
فاز بالمبارة فريق ليفربول وحقق اللقب السادس في تاريخه، وتلا ذلك لقائه مع نادي تشيلسي الفائز بـالدوري الأوروبي 2018–19 في كأس السوبر الأوروبي 2019 سوف يتأهلون أيضًا لدخول مرحلة المجموعات من دوري أبطال أوروبا 2019-2020، وإذا كانوا مؤهلين بالفعل من خلال أدائهم في الدوري، فسيتم منح الرصيف المحفوظ لأبطال الدوري الألماني النمساوي 2018-1919، المصنف 11 الارتباط وفقًا لقائمة وصول الموسم المقبل.
في مارس 2018، أعلن الاتحاد الأوروبي لكرة القدم (UEFA) أنه سيتم السماح باستبدال رابع في وقت إضافي وأن عدد البدائل قد زاد من 7 إلى 12. تم تغيير وقت البدء من 20:45 CEST إلى 21:00 CEST. ستكون المباراة أيضًا أول نهائي يستخدم نظام حكم مساعد الفيديو (VAR).

## الفريقين
في الجدول التالي، كانت النهائيات حتى عام 1992 في عصر كأس أوروبا، منذ عام 1993 كانت في عصر دوري أبطال أوروبا..
| الفريق          | ظهور الفريق في نهائيات دوري أبطال أوروبا السابقة (الخط العريض للأرقام يشير لسنة الفوز) |
| --------------- | -------------------------------------------------------------------------------------- |
| توتنهام هوتسبير | لم يصل إلى نهائي البطولة قبل ذلك.                                                      |
| نادي ليفربول    | 8 نهائيات (1977، 1978، 1981، 1984، 1985، 2005، 2007، 2018)                             |

## مكان

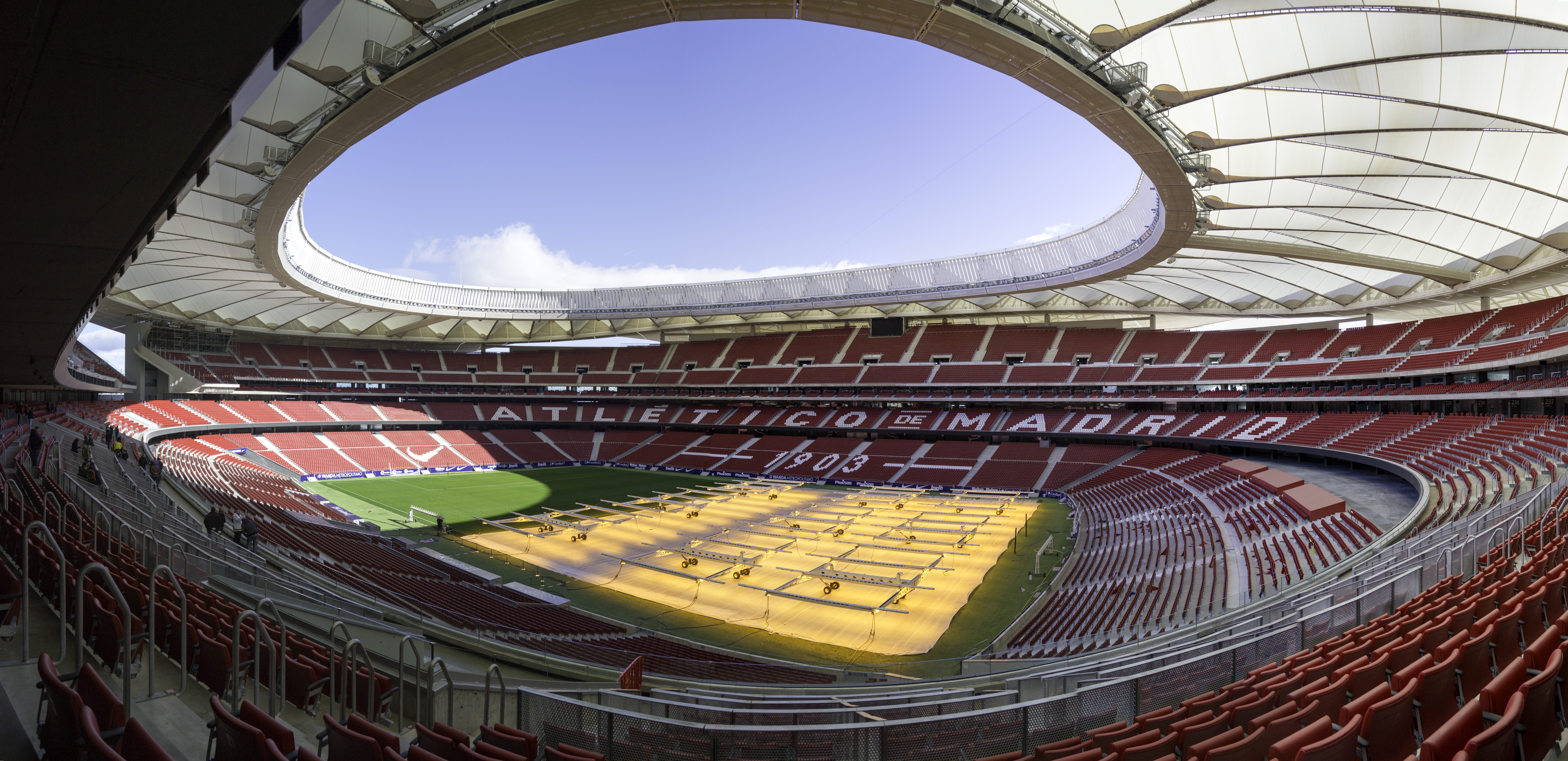
ملعب واندا ميتروبوليتانو في مدريد سيستضيف نهائي دوري أبطال أوروبا 2019

هذا هو نهائي من خامس نهائي في مسابقة كأس أوروبا/دوري أبطال أوروبا أقيمت في مدينة مدريد، بعد نهائيات 1957 و1969 و1980 و2010 ، وكلها عقدت في ملعب سانتياغو بيرنابيو. لكن هذه المرة سيقام النهائي على ملعب واندا ميتروبوليتانو الذي يضم 67000 مقعدًا مقرًا لنادي أتلتيكو مدريد الإسباني، الذي احتلها منذ الانتهاء من أعمال التجديد الرئيسية في سبتمبر 2017. بسبب لوائح الاتحاد الأوروبي بشأن حقوق التسمية للدول الراعية غير البطولة، ويشار الملعب ب «ملعب ميتروبوليتانو» في في جميع مواد الاتحاد الأوروبي لكرة القدم.

## اختيار مستضيف النهائي
للمرة الأولى، أطلقت الاتحاد الأوروبي عملية مزايدة مفتوحة لتحديد الأماكن التي تقام فيها نهائيات بطولات الاندية (دوري أبطال أوروبا، الدوري الأوروبي، دوري أبطال أوروبا سيدات وكأس السوبر الأوروبي). تم فتح عملية تقديم العطاءات في 9 ديسمبر 2016 وتم منح الاتحادات الوطنية حتى 27 يناير 2017 للتعبير عن الاهتمام و 6 يونيو 2017 لتقديم ملفات العطاءات إلى الاتحاد الأوروبي لكرة القدم.
أعلن الاتحاد الأوروبي لكرة القدم في 3 فبراير 2017 أن أتحادي الكرة أذربيجان وإسبانيا قد أعربتا عن اهتمامهما باستضافة نهائي دوري أبطال أوروبا. في 7 يونيو 2017، أكدت الاتحاد الأوروبي لكرة القدم أنها قدمت عطاءات لنهائي دوري أبطال أوروبا 2019، حيث اقترحت أذربيجان استاد باكو الأولمبي الذي يبلغ 68700 مقعدًا وإسبانيا تقترح واندا متروبوليتانو التي لم تنته بعد، والتي ستستوعب 67000 متفرج. تم نشر تقرير تقييم العطاء من قبل الاتحاد الأوروبي لكرة القدم في 14 سبتمبر 2017. تم اختيار واندا متروبوليتانو كموقع من قبل اللجنة التنفيذية للاتحاد الأوروبي لكرة القدم في 20 سبتمبر 2017، في حين نجح ملعب باكو الأولمبي في محاولته استضافة نهائي دوري أوروبا لعام 2019.

## الخلفية

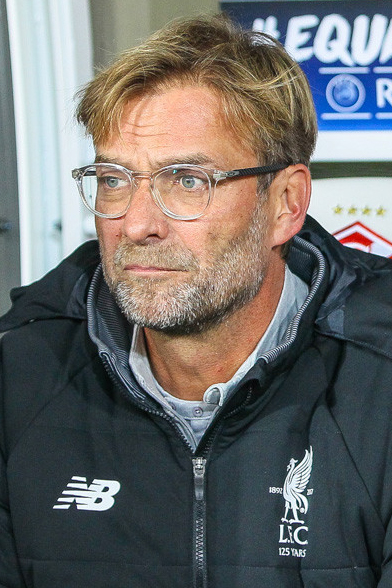
مدرب ليفربول يورغن كلوب الذي استطاع الفوز بأول لقب له في دوري أبطال أوروبا في المباراة النهائية الثالثة له.

بلغ نادي توتنهام هوتسبر أول نهائي له في دوري أبطال أوروبا، ليصبح النهائي الثامن الفريد من إنجلترا والأربعين بشكل عام. ستكون هذه هي المرة الخامسة التي يظهرون فيها في نهائي مسابقة الاتحاد الأوروبي لكرة القدم، حيث لعبوا في نهائي كأس الكؤوس الأوروبية (فاز عام 1963 ليصبحوا أول فريق بريطاني يفوز بكأس أوروبي) وثلاث نهائيات كأس الاتحاد الأوروبي (الفوز في 1972 و 1984 ؛ والخسارة في عام 1974). في حالة فوزهم بالنهائي، سينضمون إلى يوفنتوس وأياكس وبايرن ميونيخ وتشيلسي ومانشستر يونايتد كأندية فقط فازت بالبطولات الأوروبية الثلاث الكبرى (كأس أبطال أوروبا / دوري أبطال أوروبا / كأس أوروبا / أوروبا) ودوري أوروبا الآن منتهي كأس الكؤوس). في ثماني مباريات، لديهم سجل بأربعة انتصارات وتعادل واحد وخسائر في المسابقات الأوروبية ضد زملائه في الأندية الإنجليزية. من بين الروابط الأربعة، فاز توتنهام بهدفين: ضد مانشستر سيتي في دور الثمانية لهذا الموسم، وضد ولفرهامبتون واندررز في نهائي كأس الاتحاد الأوروبي عام 1972، النهائي الافتتاحي للمنافسة، ليصبح أول فريق بريطاني يفوز ببطولتين أوروبيتين مختلفتين.
وصل نادي ليفربول الإنجليزي إلى النهائي التاسع له في جميع مشاركاتها الأوروبية، وهو رقم قياسي في للأندية الإنجليزية، وكذلك النهائي الثاني على التوالي، بعد أن خسر النهائي السابقة أمام ريال مدريد في عام 2018. لقد فازوا في المسابقة في خمس مناسبات (1977 و 1978 و 1981 و 1984 و 2005) وخسروا ثلاث مرات (1985 و 2007 و 2018). هذا أيضًا هو النهائي الرابع عشر في مسابقات الاتحاد الأوروبي لكرة القدم، حيث لعب في نهائي كأس الكؤوس الأوروبية واحد (خسر في عام 1966) وأربعة نهائيات كأس الاتحاد الأوروبي / دوري أوروبا (فاز في 1973 و 1976 و 2001 ؛ وخسر في عام 2016). في عشرين مباراة، سجل ليفربول سبعة انتصارات وثمانية تعادلات (فاز أحدها بركلات الترجيح) وخمس خسائر في المسابقات الأوروبية ضد زملائه في الأندية الإنجليزية. في الآونة الأخيرة، فازوا بكلتا ساقيه ضد مانشستر سيتي في دور الثمانية لدوري أبطال أوروبا 2017-18. المباراة هي نهائي دوري أبطال أوروبا الثالث لمدرب يورغن كلوب، الذي خسر كل من النهائيات السابقة، مع بوروسيا دورتموند في عام 2013 ومع ليفربول في عام 2018.
كان النهائي هو اللقاء التنافسي رقم 171 بين توتنهام هوتسبر وليفربول، حيث سجل 79 فوزًا من ليفربول و 48 فوزًا من توتنهام و 43 تعادلًا. التقى الفريقان مرتين خلال موسم الدوري الممتاز 2018-1919، وفاز ليفربول 2-1 في كلتا المناسبتين. لقد واجهوا بعضهم البعض من قبل في مباراة أوروبية، واجتمعوا في الدور نصف النهائي من كأس الاتحاد الأوروبي لكرة القدم 1972-1973 ؛ وفاز ليفربول في مباراة الذهاب 1-1 على أرضه، وفاز توتنهام في اللقاء الثاني 1-2، على الرغم من تقدم ليفربول إلى النهائي على أهداف خارج أرضه، قبل الفوز على بوروسيا مونشنغلادباخ في المباراة النهائية. على الصعيد المحلي، التقى الفريقان مرة واحدة في نهائي الكأس، وفاز ليفربول 3-1 بعد وقت إضافي في نهائي كأس رابطة كرة القدم 1982.
كانت المباراة هي المباراة النهائية الأولى منذ عام 2013 التي لا تضم فريقًا إسبانيًا، حيث فاز ريال مدريد (2014 و 2016 و 2017 و 2018) وبرشلونة (2015) بالمواسم الخمسة السابقة للمنافسة. سيكون هذا أيضًا أول نهائي يفوز به فريق إنجليزي منذ تشيلسي في عام 2012، وكذلك ثاني نهائي لكل الإنجليزية، بعد مانشستر يونايتد وتشيلسي في عام 2008. بشكل عام، تعد المباراة هي المباراة السابعة التي تضم فريقين من نفس الرابطة، وقد حققها الفريقان الأسباني في ثلاث مناسبات (2000 و 2014 و 2016)، ومرة أخرى فرق الإيطالية (2003) والألمانية (2013)، بالإضافة إلى إنجلترا في عام 2008.
عندما وصل تشيلسي وأرسنال أيضًا إلى نهائي الدوري الأوروبي 2019 ، هذا هو الموسم الأول الذي يحظى بنهائيات متعددة من مسابقات الأندية الأوروبية الكبرى والتي تضم فرقًا من دولة واحدة.

### توتنهام هوتسبير

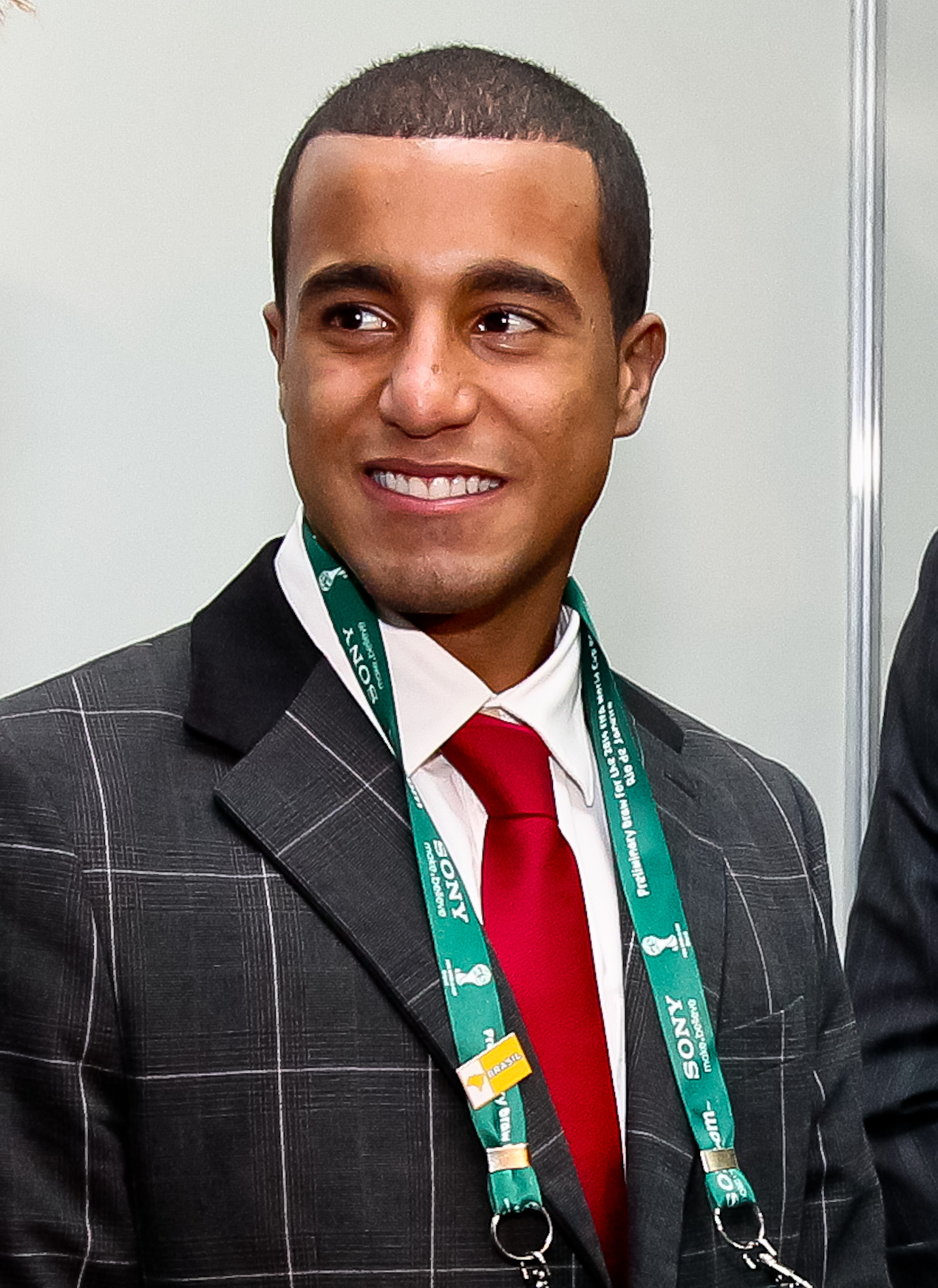
لوكاس مورا سجل ثلاثية في مباراة الإياب في الدور نصف النهائي ضد أياكس ليصل بنادي توتنهام إلى المباراة النهائية.

ظهر نادي توتنهام هوتسبير لأول مرة في نهائي المسابقة الأوروبية منذ عام 1984 ولأول مرة في نهائي كأس أوروبا، تأهل مباشرة إلى مرحلة المجموعات لدوري أبطال أوروبا 2018-19 كفريق ثالث في بطولة الدوري الممتاز 2017–18 . تم ضمهم إلى المجموعة الثانية إلى جانب برشلونة بطل إسبانيا، بطل الدوري الهولندي ايندهوفن وإنتر ميلان الإيطالي، وجميعهم أبطال أوروبيون سابقون.
بدأ توتنهام مسيرته لدوري أبطال أوروبا في سان سيرو في ميلانو، حيث خسر 2-1 أمام إنتر بعد إنتر بعد أن يدخل مرماه هدفين في الدقائق الأخيرة من المباراة. في ملعب ويمبلي في لندن، على أرضية للنادي المؤقت، خسر توتنهام 4-2 أمام برشلونة وتراجع إلى المركز الثالث في المجموعة ب. تعادل توتنهام 2-2 مع ايندهوفن ايندهوفن في الجولة الثالثة، الذي لعب في هولندا، لكنه خسر حارس مرمى هوغو لوريس في بطاقة حمراء واستقبل هدف التعادل في وقت متأخر لوك دي يونغ في الدقيقة 87. استسلم توتنهام مبكرا إلى ايندهوفن في مباراة الذهاب على ملعب ويمبلي، ولكن هدفين من هاري كين في نهاية الشوط الثاني أعطى الفريق أول فوز له في دوري أبطال أوروبا هذا الموسم. ضد إنتر في ويمبلي، أعطى هدف البديل كريستيان إريكسن في الدقيقة 80 سبيرز انتصارا 1-0 ومنع النادي من الأقصى من التأهل. بدأت المباراة النهائية لمرحلة المجموعات ضد برشلونة في كامب نو بهدف مبكر للفريق المضيف، لكن التعادل المتأخر من لوكاس مورا حافظ على تعادل 1-1 مع توتنهام. أنهى الفريق المستوى على نقاط مع إنتر، لكنه تقدم إلى مرحلة خروج المغلوب بأهداف وجها لوجه بصفته الوصيف للمجموعة في برشلونة.
واجه توتنهام نادي بوروسيا دورتموند الألماني في دور الستة عشر، في المرة الثانية خلال ثلاث سنوات التي التقى فيها الفريقان في مسابقة أوروبية. فاز توتنهام 3-0 مع أداء مهيمن في مباراة الذهاب على أرضه، والتي أبرزتها أهداف الشوط الثاني من سون هيونغ مين، يان فيرتونغين وفرناندو يورينتي. انتهت مباراة الإياب في ويستفالنستاديون في دورتموند بالفوز بنتيجة 1-0 على الزائرين، بهدف سجله هاري كين في بداية الشوط الثاني ليصل التعادل إلى 4-0 في مجموع المباريات وأرسل توتنهام إلى ربع النهائي.
تم تعادل النادي ضد مواطنه مانشستر سيتي حامل بطل الدوري الإنجليزي، وتحديد موعد مباراة ربع النهائي بين مباراة الدوري الممتاز بين الناديين في 17 أبريل. استضاف توتنهام مباراة الذهاب، وهي أول مباراة أوروبية على استاد توتنهام هوتسبر المكتمل حديثًا، وفاز بهدف واحد سجله سون هيونج مين في الدقيقة 78، بعد ركلة جزاء سابقة من سيتي سيرجيو أجويرو في الشوط الأول. تصدى لها حارس المرمى هوغو لوريس. تقدم فريق مانشستر سيتي 3-2 في وقت مبكر في غضون 21 دقيقة لفتح المحطة الثانية، بما في ذلك هدفين لكل من سون وسيتي رحيم ستيرلينغ وهدف إضافي سجله برناردو سيلفا. كان هدف أجويرو في الدقيقة 59 منحت مانشستر سيتي 4-3 في مجموع المباراتين في السلسلة، ولكن فرناندو يورينتي سجل في الدقيقة 73 لادراك التعادل في السلسلة مرة أخرى ومنح توتنهام ميزة على الأهداف البعيدة. أحرز ستيرلينغ هدفًا خامسًا لفريق سيتي في الدقيقة الثالثة من الوقت المحتسب بدل الضائع، لكن تم ألغاء الهدف من قبل مساعد فيديو الحكم بسبب حالة التسلل من هذه الهجمة، مما أعطى توتنهام فوزًا على أهداف خارج ملعبه ليصل إلى أول نصف نهائي لكأس أوروبا. منذ عام 1962.
خسر توتنهام مع نادي هولندي أبطال أوروبي لأربع مرات، مباراة الذهاب 1-0 بينما يغيب لاعبون أساسيون بسبب الإصابة. كانت هزيمتهم الأولى في المنافسة الأوروبية في ملعبهم الجديد. على الرغم من تراجعه بنتيجة 2-0 في النصف الأول من الشوط الثاني في أمستردام، تمكن توتنهام من متابعة الأهداف خارج أرضه حيث تمكن من الفوز 3-2، بفضل ثلاثية مهاجم الفريق لوكاس مورا، والتي تضمنت هدف الدقائق الأخيرة في الدقيقة السادسة من الوقت بدل الضائع في الشوط الثاني. تم الإشادة بالفريق في مباراة واحدة من أكبر التحولات وعودة بالنتيجة في تاريخ دوري أبطال أوروبا، إلى جانب نصف نهائي ليفربول الذي لعب في اليوم السابق.

### ليفربول
ليفربول، الوصيف في نهائي العام السابق، تأهل مباشرة إلى مرحلة المجموعات كفريق يحتل المركز الرابع في الدوري الممتاز. مشاركاً ضمن في المجموعة الثالثة إلى جانب البطل الفرنسي باريس سان جيرمان ونابولي الإيطالي وصرب ريد بلجراد الصربي، الذين تأهلوا خلال الجولة الفاصلة وكانوا لأول مرة في دور المجموعات في دوري أبطال أوروبا.
في المباراة الافتتاحية من مرحلة المجموعات، واجه ليفربول باريس سان جيرمان على ملعب أنفيلد وفاز 3-2 بهدف في الوقت المحتسب بدل الضائع من قبل البديل روبرتو فيرمينو. أخفق ليفربول في تحقيق هدف في المباراة خلال هزيمته 1-0 أمام نابولي على ملعب سان باولو في الجولة الثانية، والتي فاز بها الفريق المضيف بهدف في الدقيقة 90 من لورينزو إينسيني. استعاد ليفربول موقعه في صدارة المجموعة الثالثة بعد فوزه على أرضه 4-0 على ريد ستار بلغراد في 24 أكتوبر، بما في ذلك هدفين من محمد صلاح، لكنه عانى من هزيمة مفاجئة 2-0 أمام ريد ستار بعد أسبوعين في بلغراد وسقط على المركز الثاني خلف نابولي.
على ملعب بارك دي برينس في باريس، هزم ليفربول 2-1 امام باريس سان جيرمان وسقط إلى المركز الثالث في المجموعة، مما يضعهم في خطر الاقصاءمن مرحلة المجموعات. وفاز ليفربول بمجموعته النهائية في مرحلة المجموعات، التي لعبت في 11 ديسمبر ضد نابولي في أنفيلد، بهدف من صلاح والعديد من التصديات من قبل حارس المرمى أليسون للحفاظ على الشباك. بقي ليفربول مرتبطًا بنابولي في النقاط، سجلًا وجهاً لوجه وفارق الأهداف لكنه تقدم إلى مرحلة خروج المغلوب على مجموع الأهداف المسجلة، برصيد تسعة أهداف مقابل سبعة نابولي.
كانت مباراة ليفربول ضد البطل الألماني بايرن ميونيخ في دور الـ 16 ولعبت بدون أهداف في مباراة الذهاب في أنفيلد، مما يعكس مباراة الفريقين في الدور قبل النهائي في كأس أوروبا 1980-1981. تقدموا إلى الدور ربع النهائي بفوزه على بايرن 3-1 في مباراة الإياب على ملعب أليانز أرينا، بهدفين من ساديو ماني وواحد من فيرجيل فان ديك في الشوط الثاني. وفاز ليفربول في مباراة ربع النهائي ضد بورتو البرتغالي برصيد إجمالي 6-1، وفاز 2-0 في مباراة الذهاب في المنزل و4-1 في
ملعب التنين.
في الدور نصف النهائي، واجه ليفربول برشلونة المرشح للفوز بالبطولات، وسط سوء تصرف من مشجعيه قبل مباراة الذهاب في اسبانيا. استفاد برشلونة من العديد من الفرص الضائعة من مهاجمي ليفربول وفاز 3-0 على أرضه، مع هدفين في الشوط الثاني من قبل ليونيل ميسي، بما في ذلك ركلة حرة 25 ياردة (23 م) في الدقيقة 82، هدفه 600 للنادي. مع عجز ثلاثة أهداف في المرحلة الثانية وانشغاله بالفوز بالدوري الممتاز، طلب مدرب ليفربول يورغن كلوب من لاعبيه «مجرد محاولة» أو «الفشل في أجمل طريقة». قلب ليفربول العجز بفوزه بنتيجة 4-0 على ملعب أنفيلد، متقدماً إلى النهائي 4-3 في مجموع المباراتين، فيما وصف بأنه أحد أعظم حالات العودة في تاريخ دوري أبطال أوروبا، على الرغم من غياب محمد صلاح وروبرتو فيرمينو عن الإصابات. سجل مهاجم ليفربول ديفوك اوريجي الهدف الافتتاحي في الدقيقة السابعة، يليه هدفين في تتابع سريع من البديل البديل جورجينيو فيجنالدوم ليعادل التعادل في مجموع المباراتين في الدقيقة 56. قام أليسون بسلسلة من الإنقاذات الرئيسية لحرمان برشلونة من إحراز هدف ثمين، وهو تكرار لأدائه في روما في دور الثمانية من العام السابق حيث تغلبوا على عجز ثلاثي الأهداف ضد برشلونة. سجل اوريغي الهدف النهائي للمباراة في الدقيقة 79، مستفيدًا من ركلة ركنية سرعان ما تم تنفيذها من ترينت ألكساندر أرنولد والتي تركته بمفرده في منطقة الجزاء.

## ما قبل المباراة

### الهوية النهائية
تم الكشف عن هوية النهائي التي سيتم استخدامها في المباراة النهائية في 30 أغسطس 2018 خلال قرعة مرحلة المجموعات. تم تصميمه من قبل فنان مقيم في مدريد استوحى من الفولكلور المحلي، تم تمثيل شعار من عناصر الرئيسية المستخدمة في الصورة المرئية هالمدينة والقطط (اسم مستعار للمدريلينيين) وشولابو (مادريلينيان يرتدون الزي التقليدي)، وشجرة الدب والفراولة (من معطف الأسلحة في مدريد)، ومباني المدينة المختلفة مثل وكذلك نهر مانزاناريس (الذي يتدفق من الجبال عبر العاصمة). وغيتار وتمثال في بويرتا ديل سول. تم إثراء لوحة الألوان الزرقاء المستمدة من بطولات دوري أبطال أوروبا UEFA بلهجة نهائية مستوحاة من سماء غروب الشمس الفريدة والمكثفة في مدريد الذي يُعرف باسم «كاندلثو».
المصور لنهائي هذا العام هو روبن سانشيز، ولد ونشأ في مدريد. يلتقط تصميمه مشهدًا مسائيًا نشطًا، مع أشياء وأشكال تقليدية تصور العاصمة الإسبانية. تم تطوير هوية العلامة التجارية الجديدة بالتعاون مع تيم ماركتنغ أي جي، وكالة تسويق الرياضي في الاتحاد الأوروبي لكرة القدم، والرسام روبن سانشيز ووكالة تصميم العلامات التجارية.

## الطريق إلى النهائي
| م | الفريق          | لعب | نقاط |
| - | --------------- | --- | ---- |
| 1 | برشلونة         | 6   | 14   |
| 2 | توتنهام هوتسبير | 6   | 8    |
| 3 | إنتر ميلان      | 6   | 8    |
| 4 | آيندهوفن        | 6   | 2    |

| م | الفريق              | لعب | نقاط |
| - | ------------------- | --- | ---- |
| 1 | باريس سان جيرمان    | 6   | 11   |
| 2 | ليفربول             | 6   | 9    |
| 3 | نابولي              | 6   | 9    |
| 4 | النجم الأحمر بلغراد | 6   | 4    |

## المباراة النهائية
إبتدأت المباراة بوقفة صمت لمدة دقيقة حداداََ على اللاعب الراحل خوسيه انتونيو رييس الذي توفي في حادث سير ثم بعد ضربة البداية مباشرةََ هاجم ليفربول سريعاََ وفي منطقة الجزاء حصلت لمسة يد على لاعب توتنهام موسى سيسوكو ونفذ الركلة بنجاح محمد صلاح بعد دقيقتين على البداية وانتهى الشوط الأول بتقدم ليفربول
في الشوط الثاني بدا توتنهام أكثر اصرارا على تسجيل الهدف لكن دون جدوى خصوصاََ بوجود الحارس اليسون بيكر الذي تصدى لأكثر من 8 تسديدات مباشرة على المرمى ودفاع صلب بقيادة فيرجل فان دايك.
وقبل نهاية المباراة بدقائق احرز البديل ديفوك اوريجي (دخل بديلا عن روبيرتو فيرمينو) بعد ركنية في الدقيقة 87
حضر المباراة 68,000 مشجع

### التفاصيل
| توتنهام هوتسبير | 0–2   | ليفربول                     |
| --------------- | ----- | --------------------------- |
|                 | تقرير | 2' (ركل.) صلاح · 87' أوريغي |

| توتنهام هوتسبير | ليفربول |

| توتنهام هوتسبير: من لندن رئيس النادي: دانييل لافي التشكيل الاساسي للفريق: |    |                      |  |     |
| حارس                                                                      | 1  | هوغو لوريس           |  |     |
| دفاع                                                                      | 2  | كيران تريبير         |  |     |
| دفاع                                                                      | 4  | توبي ألدرفيريلد      |  |     |
| دفاع                                                                      | 5  | يان فيرتونغن         |  |     |
| دفاع                                                                      | 3  | داني روز             |  |     |
| وسط                                                                       | 17 | موسى سيسوكو          |  | 74' |
| وسط                                                                       | 8  | هاري وينكس           |  | 66' |
| وسط                                                                       | 20 | ديلي ألي             |  | 81' |
| وسط                                                                       | 23 | كريستيان إريكسن      |  |     |
| هجوم                                                                      | 17 | سون هيونغ مين        |  |     |
| هجوم                                                                      | 10 | هاري كين             |  |     |
| مقاعد البدلاء:                                                            |    |                      |  |     |
| حارس                                                                      | 13 | ميتشل فورم           |  |     |
| حارس                                                                      | 22 | باولو غازانيغا       |  |     |
| دفاع                                                                      | 6  | دافينسون سانشيز      |  |     |
| دفاع                                                                      | 16 | كايل ووكر-بيترز      |  |     |
| دفاع                                                                      | 21 | خوان فويث            |  |     |
| دفاع                                                                      | 24 | سيرج أورييه          |  |     |
| دفاع                                                                      | 33 | بن دافيس             |  |     |
| وسط                                                                       | 11 | إريك لاميلا          |  |     |
| وسط                                                                       | 12 | فيكتور موغابي ونياما |  |     |
| وسط                                                                       | 15 | إيريك داير           |  | 74' |
| هجوم                                                                      | 27 | لوكاس مورا           |  | 66' |
| هجوم                                                                      | 18 | فرناندو يورينتي      |  | 81' |
| المدرب:                                                                   |    |                      |  |     |
| ماوريسيو بوتشيتينو                                                        |    |                      |  |     |

| ليفربول: من ليفربول رئيس النادي: توم فيرنر التشكيل الاساسي للفريق: |    |                         |  |     |
|                                                                    |    |                         |  |     |
| حارس                                                               | 1  | أليسون بيكر             |  |     |
| دفاع                                                               | 66 | ترنت ألكساندر-أرنولد    |  |     |
| دفاع                                                               | 32 | جويل ماتيب              |  |     |
| دفاع                                                               | 4  | فيرجيل فان ديك          |  |     |
| دفاع                                                               | 26 | أندرو روبرتسون          |  |     |
| وسط                                                                | 14 | جوردان هندرسون          |  |     |
| وسط                                                                | 3  | فابينيو تافاريس         |  |     |
| هجوم                                                               | 5  | جورجينيو فينالدوم       |  | 62' |
| هجوم                                                               | 11 | محمد صلاح               |  |     |
| هجوم                                                               | 9  | روبرتو فيرمينو          |  | 58' |
| هجوم                                                               | 10 | ساديو ماني              |  | 90' |
| مقاعد البدلاء:                                                     |    |                         |  |     |
| حارس                                                               | 22 | سيمون مينيوليه          |  |     |
| حارس                                                               | 62 | كيفين كيليهير           |  |     |
| دفاع                                                               | 6  | ديان لوفرين             |  |     |
| دفاع                                                               | 12 | جو غوميز                |  | 90' |
| وسط                                                                | 18 | ألبرتو مورينو           |  |     |
| وسط                                                                | 20 | آدم لالانا              |  |     |
| وسط                                                                | 7  | جيمس ميلنر              |  | 62' |
| وسط                                                                | 21 | أليكس أوكسليد-تشامبرلين |  |     |
| هجوم                                                               | 23 | جردان شكيري             |  |     |
| هجوم                                                               | 24 | ريان بريوستر            |  |     |
| هجوم                                                               | 15 | دانييل ستوريدج          |  |     |
| هجوم                                                               | 27 | ديفوك أوريغي            |  | 58' |
| المدرب:                                                            |    |                         |  |     |
| يورغن كلوب                                                         |    |                         |  |     |

| حكام مساعدين: جور برابروتنيك (اتحاد سلوفينيا لكرة القدم) روبرت فوكان (اتحاد سلوفينيا لكرة القدم) الحكم الرابع: أنتونيو ماتيو لاهوز (الاتحاد الملكي الإسباني لكرة القدم) حكم مساعد للفيديو: داني ماكيلي (الاتحاد الملكي الهولندي لكرة القدم) مساعد حكام مساعد فيديو: بول فان بويكيل (الاتحاد الملكي الهولندي لكرة القدم) فيليكس تسفاير (اتحاد ألمانيا لكرة القدم) مساعد فيديو مساعد حكم التسلل: Mark Borsch (اتحاد ألمانيا لكرة القدم) | قواعد المباراة - يقام نهائي المسابقة من مباراة واحدة بنظام خروج المغلوب. - تلعب المباراة من 90 دقيقة مقسومة إلى شوطين مدة كل شوط 45 دقيقة. - في حال استمرار التعادل في الأشواط الإضافية يتم تطبيق قاعدة ركلات الجزاء الترجيحية. - تواجد على مقاعد الاحتياط عدد 12 بديل، يمكن إجراء ما يصل إلى ثلاثة تغيرات كحد أقصى، وتبديل رابع في الأشواط الإضافية. |

### إحصائيات
| إحصائية              | توتنهام هوتسبير | ليفربول |
| -------------------- | --------------- | ------- |
| الأهداف              | 0               | 1       |
| إجمالي التسديدات     | 2               | 8       |
| التسديدات على المرمى | 0               | 2       |
| التصديات             | 1               | 0       |
| الاستحواذ            | 60%             | 40%     |
| ركلات زاوية          | 2               | 6       |
| الأخطاء المرتكبة     | 2               | 4       |
| تسلل                 | 1               | 1       |
| بطاقات صفراء         | 0               | 0       |
| بطاقات حمراء         | 0               | 0       |

| إحصائية              | توتنهام هوتسبير | ليفربول |
| -------------------- | --------------- | ------- |
| الأهداف              | 0               | 1       |
| إجمالي التسديدات     | 14              | 6       |
| التسديدات على المرمى | 8               | 1       |
| التصديات             | 0               | 8       |
| الاستحواذ            | 61%             | 39%     |
| ركلات زاوية          | 6               | 3       |
| الأخطاء المرتكبة     | 3               | 2       |
| تسلل                 | 2               | 1       |
| بطاقات صفراء         | 0               | 0       |
| بطاقات حمراء         | 0               | 0       |

| إحصائية              | توتنهام هوتسبير | ليفربول |
| -------------------- | --------------- | ------- |
| الأهداف              | 0               | 2       |
| إجمالي التسديدات     | 16              | 14      |
| التسديدات على المرمى | 8               | 3       |
| التصديات             | 1               | 8       |
| الاستحواذ            | 61%             | 39%     |
| ركلات زاوية          | 8               | 9       |
| الأخطاء المرتكبة     | 5               | 6       |
| تسلل                 | 3               | 2       |
| بطاقات صفراء         | 0               | 0       |
| بطاقات حمراء         | 0               | 0       |